# Anna Jesieńová
Anna Marta Jesieńová, rozená Anna Olichwierczuková (* 10. prosince 1978, Sokołów Podlaski, Mazovské vojvodství) je polská atletka, běžkyně, jejíž hlavní disciplínou je čtvrtka s překážkami.

## Kariéra
První výrazný úspěch zaznamenala v roce 2002 na evropském šampionátu v Mnichově, kde získala v čase 56,18 s bronzovou medaili. Bronz vybojovala také ve štafetovém běhu na 4×400 metrů. Těsně pod stupni vítězů, na 4. místě doběhla v roce 2005 na MS v atletice v Helsinkách. Na bronzovou medaili, kterou brala Američanka Sandra Gloverová ztratila 85 setin sekundy. Čtvrtá poté skončila také na světovém atletickém finále v Monaku v témže roce. Na Mistrovství Evropy v atletice 2006 v Göteborgu obsadila ve finále 6. místo.

### Ósaka 2007
V roce 2007 uspěla na světovém šampionátu v japonské Ósace. Ve třetím semifinálovém rozběhu si vytvořila osobní rekord 53,86 s a postoupila jako třetí nejrychlejší do finále. V něm nakonec vybojovala časem 53,92 s bronzovou medaili. Rychlejší byla jen Julia Pečonkinová z Ruska, která brala stříbro za 53,50 s a Jana Rawlinsonová z Austrálie, která byla nejrychlejší již v semifinále (53,57 s) a ve finále zaběhla 400 metrů s překážkami v čase (53,31 s).

### Olympijské hry
Třikrát reprezentovala na letních olympijských hrách (Sydney 2000, Athény 2004, Peking 2008). Největším úspěchem pro ni skončila účast na olympiádě v Pekingu v roce 2008, kde ve finále skončila na 5. místě jako třetí nejlepší Evropanka.

## Osobní rekordy
- 400 m – 51,74 s – 25. květen 2007, Varšava
- 400 m přek. – 53,86 s – 28. srpen 2007, Ósaka